# Уцзяцюй
Уцзяцю́й (кит. упр. 五家渠, пиньинь Wǔjiāqú, уйг. ۋۇجياچۈ‎) — городской уезд в Синьцзян-Уйгурском автономном районе КНР. Не входит ни в какие административные единицы, а подчиняется напрямую правительству автономного района.

## История
В 1952 году здесь была размещена 17-я дивизия 6-й армии НОАК, и в этих местах был создан госхоз «Мэнцзинь» (猛进农场). Так как изначально в нём было пять семей, которые построили ирригационный канал, то в 1969 году он был переименован в Уцзяцюй («ирригационный канал пяти семей»).
Решением Госсовета КНР от 17 сентября 2002 года Уцзяцюй был выделен из состава Чанцзи-Хуэйского автономного округа в отдельный городской уезд, подчинённый непосредственно правительству Синьцзян-Уйгурского автономного района.

## Административное деление
Уцзяцюй делится на 3 уличных комитета и 2 посёлка.